# Заборная (деревня)
Заборная — деревня в Тотемском районе Вологодской области.
Входит в состав Медведевского сельского поселения, с точки зрения административно-территориального деления — в Медведевский сельсовет.
Расположена на правом берегу реки Сухона. Расстояние до районного центра Тотьмы по автодороге — 18,7 км, до центра муниципального образования посёлка Камчуга по прямой — 10 км. Ближайшие населённые пункты — Медведево, Слуда, Совинская.
По данным переписи в 2002 году постоянного населения не было.